# Ebbe Parsner
Ebbe Vestermann Parsner (født 6. juni 1922 i København, død 24. oktober 2013) var en dansk eliteroer, der deltog i to olympiske lege lige efter anden verdenskrig.

## Rokarriere
Ebbe Parsner roede for DFDS Roklub og begyndte sin karriere i singlesculler og blev dansk mester i disciplinen i årene 1946-48. På et tidspunkt blev han sat sammen med Aage Ernst Larsen, og blev de danske mestre i 1947 og de følgende to år.
Duoen blev derfor udtaget til OL 1948 i London, og her vandt de først deres indledende heat og derpå deres semifinale på banen, hvor der kun var plads til tre både ad gangen. I finalen var det uruguayanerne Juan Antonio Rodríguez og William Jones, der lagde bedst fra land, men de faldt tilbage, og så var det op til danskerne og briterne Bert Bushnell og Richard Burnell at kæmpe om guldet. Under løbet blev danskerne generet af briterne i en grad, så båden kom uden for banen, og i forsøget på at komme tilbage på sporet ramte Parsner en bøje, hvilket medførte, at de yderligere tabte terræn. Alligevel kom danskerne så godt tilbage, at de ved målstregen blot var fire sekunder – svarende til en bådlængde – efter briterne, og de opnåede dermed sølvmedalje; uruguayanerne vandt bronze.
Larsen og Parsner fik også international succes de følgende år, hvor de blev europamestre i 1949 og 1950 og Challenge Cup ved Henley Royal Regatta (det uofficielle verdensmesterskab) både 1949 og 1950.
De deltog igen i OL 1952 i Helsinki, men det blev ikke nogen succes. Konkurrencen blev afviklet i en vig i skærgården, hvilket medførte, at der var megen vind og strøm, hvilket danskerne ikke havde det godt med. I deres indledende heat havde de flere problemer og besluttede sig for at undlade at bruge for mange kræfter, så de blev nummer fire og sidst. I opsamlingsheatet var forholdene noget bedre, men Parsner og Larsen måtte alligevel tage til takke med en tredjeplads og var dermed ude at konkurrencen.
Parsner fortsatte gennem årene med at ro og var blandt andet i 2005 med på en tur for en række seniorroere på tur til Henley-on-Thames, hvor han i 1948 vandt sin OL-sølvmedalje.

## Øvrige karriere
Parsner var oprindeligt ansat i DFDS, men blev senere sælger for General Motors og British Petroleum.
Ved siden af var han engageret i sportsadministration. Han var medstifter af Olympisk Klub og formand for denne forening i en periode. Han var med i bestyrelserne for flere roklubber gennem sit liv og redaktør af dansk rosports blad Roning 1951-1954.